# NGC 7781
NGC 7781 (również PGC 72785) – galaktyka spiralna (S), znajdująca się w gwiazdozbiorze Ryb. Odkrył ją John Herschel 16 sierpnia 1830 roku.